# Formel 1-VM 2000
Formel 1-VM 2000 hade 17 deltävlingar som kördes under perioden 12 mars-22 oktober. Förarmästerskapet vanns av tysken Michael Schumacher och konstruktörsmästerskapet av Ferrari. 

## Vinnare
- Förare:  Michael Schumacher, Tyskland, Ferrari
- Konstruktör:  Ferrari, Italien

## Grand Prix 2000
| Grand Prix                 | Datum        | Bana              | Vinnande förare    | Vinnande tillverkare |   |
| -------------------------- | ------------ | ----------------- | ------------------ | -------------------- | - |
| Australiens Grand Prix     | 12 mars      | Albert Park       | Michael Schumacher | Ferrari              | * |
| Brasiliens Grand Prix      | 26 mars      | Interlagos        | Michael Schumacher | Ferrari              | * |
| San Marinos Grand Prix     | 9 april      | Imola             | Michael Schumacher | Ferrari              | * |
| Storbritanniens Grand Prix | 23 april     | Silverstone       | David Coulthard    | McLaren-Mercedes     | * |
| Spaniens Grand Prix        | 7 maj        | Catalunya         | Mika Häkkinen      | McLaren-Mercedes     | * |
| Europas Grand Prix         | 21 maj       | Nürburgring       | Michael Schumacher | Ferrari              | * |
| Monacos Grand Prix         | 4 juni       | Monte Carlo       | David Coulthard    | McLaren-Mercedes     | * |
| Kanadas Grand Prix         | 18 juni      | Montréal          | Michael Schumacher | Ferrari              | * |
| Frankrikes Grand Prix      | 2 juli       | Magny-Cours       | David Coulthard    | McLaren-Mercedes     | * |
| Österrikes Grand Prix      | 16 juli      | A1-Ring           | Mika Häkkinen      | McLaren-Mercedes     | * |
| Tysklands Grand Prix       | 30 juli      | Hockenheimring    | Rubens Barrichello | Ferrari              | * |
| Ungerns Grand Prix         | 13 augusti   | Hungaroring       | Mika Häkkinen      | McLaren-Mercedes     | * |
| Belgiens Grand Prix        | 27 augusti   | Spa-Francorchamps | Mika Häkkinen      | McLaren-Mercedes     | * |
| Italiens Grand Prix        | 10 september | Monza             | Michael Schumacher | Ferrari              | * |
| USA:s Grand Prix           | 24 september | Indianapolis      | Michael Schumacher | Ferrari              | * |
| Japans Grand Prix          | 8 oktober    | Suzuka            | Michael Schumacher | Ferrari              | * |
| Malaysias Grand Prix       | 22 oktober   | Sepang            | Michael Schumacher | Ferrari              | * |

## Stall, nummer och förare 2000
| Stall/Tillverkare  | Nummer | Förare                          |
| ------------------ | ------ | ------------------------------- |
| Arrows-Supertec    | 18     | Pedro de la Rosa, Spanien       |
| Arrows-Supertec    | 19     | Jos Verstappen, Nederländerna   |
| BAR-Honda          | 22     | Jacques Villeneuve, Kanada      |
| BAR-Honda          | 23     | Ricardo Zonta, Brasilien        |
| Benetton-Playlife  | 11     | Giancarlo Fisichella, Italien   |
| Benetton-Playlife  | 12     | Alexander Wurz, Österrike       |
| Ferrari            | 3      | Michael Schumacher, Tyskland    |
| Ferrari            | 4      | Rubens Barrichello, Brasilien   |
| Jaguar-Cosworth    | 7      | Eddie Irvine, Storbritannien    |
| Jaguar-Cosworth    | 7      | Luciano Burti, Brasilien        |
| Jaguar-Cosworth    | 8      | Johnny Herbert, Storbritannien  |
| Jordan-Mugen Honda | 5      | Heinz-Harald Frentzen, Tyskland |
| Jordan-Mugen Honda | 6      | Jarno Trulli, Italien           |
| McLaren-Mercedes   | 1      | Mika Häkkinen, Finland          |
| McLaren-Mercedes   | 2      | David Coulthard, Storbritannien |
| Minardi-Fondmetal  | 20     | Marc Gené, Spanien              |
| Minardi-Fondmetal  | 21     | Gastón Mazzacane, Argentina     |
| Prost-Peugeot      | 14     | Jean Alesi, Frankrike           |
| Prost-Peugeot      | 15     | Nick Heidfeld, Tyskland         |
| Sauber-Petronas    | 16     | Pedro Diniz, Brasilien          |
| Sauber-Petronas    | 17     | Mika Salo, Finland              |
| Williams-BMW       | 9      | Ralf Schumacher, Tyskland       |
| Williams-BMW       | 10     | Jenson Button, Storbritannien   |

## Slutställning förare 2000
| Placering | Förare                | Konstruktör        | Poäng |
| --------- | --------------------- | ------------------ | ----- |
| 1         | Michael Schumacher    | Ferrari            | 108   |
| 2         | Mika Hakkinen         | McLaren-Mercedes   | 89    |
| 3         | David Coulthard       | McLaren-Mercedes   | 73    |
| 4         | Rubens Barrichello    | Ferrari            | 62    |
| 5         | Ralf Schumacher       | Williams-BMW       | 24    |
| 6         | Giancarlo Fisichella  | Benetton-Playlife  | 18    |
| 7         | Jacques Villeneuve    | BAR-Honda          | 17    |
| 8         | Jenson Button         | Williams-BMW       | 12    |
| 9         | Heinz-Harald Frentzen | Jordan-Mugen Honda | 11    |
| 10        | Jarno Trulli          | Jordan-Mugen Honda | 6     |
| =         | Mika Salo             | Sauber-Petronas    | 6     |
| 12        | Jos Verstappen        | Arrows-Supertec    | 5     |
| 13        | Eddie Irvine          | Jaguar-Cosworth    | 4     |
| 14        | Ricardo Zonta         | BAR-Honda          | 3     |
| 15        | Alexander Wurz        | Benetton-Playlife  | 2     |
| =         | Pedro de la Rosa      | Arrows-Supertec    | 2     |

## Slutställning konstruktörer 2000
| Placering | Konstruktör        | Poäng |
| --------- | ------------------ | ----- |
| 1         | Ferrari            | 170   |
| 2         | McLaren-Mercedes   | 152   |
| 3         | Williams-BMW       | 36    |
| 4         | Benetton-Playlife  | 20    |
| =         | BAR-Honda          | 20    |
| 6         | Jordan-Mugen Honda | 17    |
| 7         | Arrows-Supertec    | 7     |
| 8         | Sauber-Petronas    | 6     |
| 9         | Jaguar-Cosworth    | 4     |
| 10        | Minardi-Fondmetal  | 0     |
| =         | Prost-Peugeot      | 0     |